# Josef Kalecký
Josef Kalecký  (6. září 1898 Mladá Boleslav – 3. prosince 1942 Auschwitz) byl československý lékař, který zemřel v koncentračním táboře Auschwitz.

## Život
Narodil se v rodině rady zemského soudu Josefa Kaleckého a jeho manželky Anny, rozené Jirošové. Vystudoval gymnázium v Mladé Boleslavi, v roce 1923 absolvoval Lékařskou fakultu Univerzity Karlovy. Jako lékař působil ve svém rodišti, v Praze a v Michalovcích, od roku 1927 v Brně-Židenicích, Vymazalově ulici. Později měl ordinaci na Karáskově náměstí 7. U spoluobčanů byl oblíben pro laskavé jednání, mnohdy ošetřoval nemajetné zdarma. Za nacistické okupace pomáhal pronásledovaným vystavováním falešných lékařských zpráv. Zatčen byl v červenci 1942. Nejprve byl vězněn v Brně, z Kounicových kolejí byl transportován 3. října 1942 do Osvětimi, kde o dva měsíce později zemřel.

### Rodinný život
Dne 18. 5. 1931 se Josef Kalecký oženil s Annou Boženou Navrátilovou, rozenou Matoulkovou. Jejich manželství bylo rozloučeno v roce 1931.

## Posmrtná připomínka
V roce 1946 byla po Josefu Kaleckém pojmenována ulice v Brně-Židenicích.